# Ruska republika
Ruska republika, uradno Ruska demokratična federalna republika je bila kratkotrajna država, ki je nadzirala de jure ozemlje bivšega Ruskega imperija po razglasitvi Ruske začasne vlade 14. septembra 1917 z dekretom Aleksandra Kerenskega, kot ministrskega predsednika in Aleksandra Zarudnega, kot ministra  za pravosodje.
Vlada ruske republike je bila razrešena po prevzemu oblasti boljševikov 7. novembra 1917. Kljub temu so bile pozneje novembra delno demokratične volitve ustavne skupščine. 18. januarja 1918 je ta skupščina izdala odlok, ki je razglašal Rusijo za demokratično federalno republiko, vendar so jo boljševiki naslednji dan razpustili.
Boljševiki so ime »Ruska republika« uporabljali dokler ni bilo sprejeto uradno ime »Ruska sovjetska federativna socialistična republika« z ustavo RSFSR julija. Izraz se včasih napačno uporablja za obdobje od odstopa ruskega imperatorja Nikolaja II. 3. marca 1917 in razglasitvijo republike septembra, vendar je bil med tem obdobjem prihodnost monarhije neodločena.

## Zgodovina
Po februarski revoluciji je imperator Nikolaj II. Ruski odstopil in oblikovana je bila začasna vlada pod vodstvom kneza Georgija Lvova. Vprašanje monarhije je ostalo odprto.
Uradno je bila republiška vlada začasna vlada, čeprav je bil de facto nadzor nad državo razdeljen med njo, sovjeti (predvsem Petrograjski sovjet) in različnimi narodnostni separatisti (kot je bil Centralni svet Ukrajine). Sovjeti so bili politična organizacija proletariata, najmočnejši so bili v industrijskih regijah in v njih so prevladovali leve stranke. Vpliv sovjetov so krepile njihove paravojaške sile in so občasno lahko konkurirali začasni vladi, katere državni aparat je bil neučinkovit.